# Instytut Nauk o Bezpieczeństwie Uniwersytetu w Siedlcach
Instytut Nauk o Bezpieczeństwie Uniwersytetu w Siedlcach – jeden z 4 instytutów Wydziału Nauk Społecznych Uniwersytetu w Siedlcach.

## Poczet dyrektorów
1. dr hab. Józef Jaroń (2001–2003)
2. dr hab. Stanisław Jaczyński (2003–2012)
3. dr hab. Mirosław Minkina (2012–2016)
4. dr hab. Mariusz Kubiak (2016–2020)
5. dr hab. Stanisław Topolewski (2020–2024[potrzebny przypis])
6. dr hab. Krzysztof Drabik (od 2024[potrzebny przypis])

## Władze Instytutu
W kadencji 2024–2028:
| Stanowisko   | Imię i nazwisko              |
| ------------ | ---------------------------- |
| Dyrektor     | dr hab. Krzysztof Drabik     |
| Wicedyrektor | dr Marlena Drygiel-Bielińska |

## Historia
Historia Instytutu Nauk Społecznych i Bezpieczeństwa sięga roku 2000, w którym to został utworzony Instytut Nauk Społecznych. Nowo powstały Instytut bardzo szybko zaangażował się w działalność naukową poświęconą zagadnieniom nauk politycznych, najnowszej historii politycznej, stosunków międzynarodowych, integracji europejskiej, polityki społecznej i ekonomicznej mającą swoje odzwierciedlenie w kształceniu na kierunku politologia. Studia te prowadzone były w następujących specjalnościach: bezpieczeństwo narodowe, integracja europejska, studia wschodnioeuropejskie, marketing polityczny i dyplomacja współczesna.
W 2007 r. uzyskano uprawnienia do kształcenia na kierunku Bezpieczeństwo Narodowe. Od momentu gdy w 2010r. Wydział Humanistyczny otrzymał uprawnienia do nadawania stopnia doktora nauk wojskowych, przekształcone następnie (w 2011r.) w uprawnienia do nadawania stopnia doktora nauk społecznych w dyscyplinie nauki o bezpieczeństwie, pracownicy Instytutu prowadzą seminaria doktorskie oraz zajęcia na studiach III stopnia.
Instytut Nauk Społecznych i Bezpieczeństwa (INSiB) funkcjonuje od 2012 r. na mocy decyzji Senatu Uniwersytetu Przyrodniczo-Humanistycznego w Siedlcach (UPH).  

## Struktura organizacyjna
Samodzielni pracownicy naukowi:
- prof. dr hab. Andrzej Glen
- prof. dr hab. Brunon Hołyst
- prof. dr hab. Stanisław Jarmoszko
- prof. dr hab. Romuald Kalinowski
- prof. dr hab. Mirosław Minkina
- prof. dr hab. Jacek Zieliński
- dr hab. Robert Białoskórski
- dr hab. Adam Bobryk
- dr hab. Krzysztof Drabik
- dr hab. Włodzimierz Fehler
- dr hab. Cezary Kalita
- dr hab. Malina Kaszuba
- dr hab. Mariusz Kubiak
- dr hab. Norbert Malec
- dr hab. Jan Rajchel
- dr hab. Paweł Szmitkowski
- dr hab. Henryk Wyrębek

## Czasopisma naukowe
W Instytucie Nauk Społecznych i Bezpieczeństwa wydawane są trzy periodyki naukowe:
| Czasopismo                                                  | Redaktor naczelny              |
| ----------------------------------------------------------- | ------------------------------ |
| Doctrina. Studia społeczno-polityczne                       | dr hab. Adam Bobryk            |
| Secretum                                                    | prof. dr hab. Mirosław Minkina |
| De Securitate et Defensione. O Bezpieczeństwie i Obronności | dr hab. Malina Kaszuba         |